# Paul Fürbringer
Paul Fürbringer, född 7 augusti 1849, död 21 juli 1930, var en tysk läkare. Han var bror till Max Fürbringer.
Fürbringer blev professor i Jena 1879 och från 1886 chef för medicinska avdelningen på Friedrichshains sjukhus i Berlin. Förutom genom ett flertal vetenskapliga arbeten inom olika områden av den interna medicinen har Fürbringer gjort sig känd genom sina arbeten rörande sexuallivets fysiologi och patologi.